# Nina Foch
Nina Foch (født 20. april 1924, død 5. december 2008) var en nederlandsk teater-, tv- og filmskuespiller.
Foch blev Oscar for bedste kvindelige birolle som Erica Martin i Chefen er død (1954). Hun medvirkede også i film som Spartacus, En amerikaner i Paris (1951) og De Ti Bud (1956). 
I tv-serien NCIS, hun spillede retsmedicineren Ducky Mallards mor.
Nina Foch underviste på USC School of Cinematic Arts fra 1960 til sin død i 2008.